# Proscelotes arnoldi
Espèce
Synonymes
- Sepsina arnoldi Hewitt, 1932
- Scelotes arnoldi (Hewitt, 1932)

Proscelotes arnoldi est une espèce de sauriens de la famille des Scincidae.

## Répartition
Cette espèce se rencontre dans l'est du Zimbabwe et au Malawi.

## Étymologie
Cette espèce est nommée en l'honneur de George Arnold (1881–1962).

## Publication originale
- Hewitt, 1932 : Some new species and subspecies of South African batrachians and lizards. Annals of the Natal Museum, vol. 7, no 1, p. 105-128 (texte intégral).